# Vostočnyj (porto)
Vostočnyj (in russo Восточный?) è il porto commerciale della città di Nachodka, Kraj Primorskij, affacciato sul mar del Giappone.